# Carlos Ramírez (chanteur)
Pour les articles homonymes, voir Carlos Ramírez et Ramírez.
Carlos Julio Ramírez, né le 4 août 1916 à Tocaima (Colombie) et mort le 11 décembre 1986 à  Miami (Floride, États-Unis), était un chanteur colombien. Il apparaît dans plusieurs films dont Les Trois Caballeros (1944).

## Discographie

### Albums
- Carlos Ramirez Au Vaudreuil Inn  2 versions  Columbia 1961
- The Compañeros De Mexico Featuring Carlos Julio Ramirez - The Sound Of A Chorus  2 versions, Medallion, Kapp Records 1960
- Carlos Julio Ramirez, The Carlos Ramirez Chorus - Sing Along With A Spanish Song (LP, Album), Kapp Records KS-3283 1962
- Este Es Carlos Ramirez (LP) Asfona VBPS–532 1977
- Carlos Ramirez (CD, Album, RM)  Calle Mayor IL0367 2017
- Carlos Ramirez Au Québec  3 versions, Trans-Canada Music Co.
- Bonitas (Goodies)  2 versions, Caliente Disco, Caliente Disco
- Carlos Ramirez (LP, Mono), Camay Records, CA 3014
- Mi Colombia Querida (LP, Mono), Daro Internacional, DI 1104
- Nuestro Carlos Julio (LP, Album), Sonolux, IES 13-894
- Este Es Carlos Ramirez (LP), Tropical (3), TRLP 5024
- Recuerdos Inolvidables (LP, Album, Mono), RCA Victor, LPC 52-249
- Canciones Favoritas (LP), SMC Pro-Arte, SMC 1042
- Sings With Choral & Orchestral Accomp. (LP, Album), Bronjo, BR 138
- Mi Colombia Querida (12", Album), Importaciones Daro Ltda., DIS 91 1104
- Carlos Ramirez (LP, Mono), Franco-Élite, FE-6932

### Singles & EPs
- Carlos Ramírez* Con El Trio Álvaro Dalmar Y Orquesta Colombiana - Carlos Ramírez Canta (7", EP), Belter 50.146, 1959
- Perfidia (7", Single), Columbia C4-6812, 1961
- Begin The Beguine (7", EP), Discophon 27.023, 1961
- Jurame (Acetate, 10", S/Sided), Studio & Artists
- I Had To Kiss You / A Little More Of Your Amor (Shellac, 10"), MGM Records, MGM 7809
- Modoni Quartet - Milva - Carmen Rivas - Carlos Ramirez* - R. Heitmann - Canzoni Per Sentimentali (7", EP), Filco, OR 2071

### Compilations
- Carlos Julio Ramirez - Luis Sagi-Vela - Untitled (LP, Comp, Mono), Sonolux, Sonolux, LP-106, LP 106